# NGC 5386
NGC 5386 је лентикуларна галаксија у сазвежђу Девица која се налази на NGC листи објеката дубоког неба.
Деклинација објекта је + 6° 20' 19" а ректасцензија 13h 58m 22,2s. Привидна величина (магнитуда) објекта NGC 5386 износи 13,0 а фотографска магнитуда 13,9. NGC 5386 је још познат и под ознакама UGC 8890, MCG 1-36-10, CGCG 46-24, IRAS 13558+0634, PGC 49719.